# جمهورية أوكرانيا الاشتراكية السوفيتية
جمهورية أوكرانيا الاشتراكية السوفيتية (بالأوكرانية: Украї́нська Радя́нська Соціалісти́чна Респу́бліка, Украї́нська)، وتُعرف أيضًا باسم أوكرانيا السوفيتية هي إحدى الجمهوريات المكونة للاتحاد السوفيتي منذ تأسيسه في عام 1922 وحتى تفكّكه في عام 1991. حكم الجمهوريةَ الحزب الشيوعي الأوكراني كجمهورية سوفيتية اشتراكية وحدوية ذات حزب واحد.
كانت جمهورية أوكرانيا الاشتراكية السوفيتية عضوًا مؤسسًا للأمم المتحدة، على الرغم من أن الدولة الاتحادية كانت تمثّلها قانونيًا في شؤونها مع الدول خارج الاتحاد السوفيتي. عند حلّ الاتحاد السوفيتي وإعادة الهيكلة (بيريسترويكا)، تحوّلت جمهورية أوكرانيا الاشتراكية السوفيتية إلى دولة قومية حديثة وأُعيدت تسميتها لتصبح أوكرانيا.
خلال 72 عامًا من تاريخها، تغيّرت حدود الجمهورية عدة مرات، إذ ضمّت القوات السوفيتية جزءًا كبيرًا مما هو الآن غرب أوكرانيا من جمهورية بولندا في عام 1939، وأضافت روثينيا الكارباتية من المجر في عام 1945. في البداية، كانت مدينة خاركيف الشرقية عاصمة للجمهورية. لكن مقر الحكومة نُقل لاحقًا في عام 1934 إلى مدينة كييف، العاصمة التاريخية لأوكرانيا. بقيت كييف العاصمة طوال فترة وجود جمهورية أوكرانيا الاشتراكية السوفيتية، وظلت عاصمةَ أوكرانيا المستقلة بعد تفكك الاتحاد السوفيتي.
من الناحية الجغرافية، كانت جمهورية أوكرانيا الاشتراكية السوفيتية تقع في أوروبا الشرقية شمال البحر الأسود، وتحدّها جمهورية مولدوفا الاشتراكية السوفيتية وجمهورية بيلاروس الاشتراكية السوفيتية وجمهورية روسيا الاتحادية الاشتراكية السوفيتية. شكّلت حدود جمهورية أوكرانيا الاشتراكية السوفيتية مع تشيكوسلوفاكيا أقصى نقطة لحدود الاتحاد السوفيتي الغربية. وفقًا للإحصاء السوفيتي لعام 1989 بلغ عدد سكان الجمهورية 51,706,746 نسمة، والذي انخفض انخفاضًا حادًا بعد تفكك الاتحاد السوفيتي. في 1 يناير 2018، وفقًا للجنة الحكومية للإحصاء في أوكرانيا، بلغ عدد سكان البلاد 42,216,766 مقيمًا دائمًا.
خلال معظم فترة وجودها، احتلت المرتبة الثانية بعد جمهورية روسيا الاتحادية الاشتراكية السوفيتية من حيث عدد السكان والقوة الاقتصادية والسياسية.

## التسمية
هناك جدل حول اسم «Ukraine»، إذ غالبًا ما يُعدّ مشتقًا من الكلمة السلافية «okraina»، التي تعني «الأرض الحدودية». استُخدم الاسم لأول مرة لتحديد جزء من أراضي خقانات روس (روثينيا) في القرن الثاني عشر، حينما كانت كييف عاصمة روس، ثم استُخدم بطرق متنوعة منذ القرن الثاني عشر. على سبيل المثال، أطلق قوزاق الأوزابوروجي على دولتهم هتمانات لقب «Ukraine».
داخل الكومنولث البولندي الليتواني، حمل اسم «أوكرانيا» صفة غير رسمية للأجزاء الشرقية من محافظة كييف الكبرى، وقد طغى على هذه المناطق اسم أكثر شيوعًا هو بولندا الصغرى.
منذ تقسيم بولندا، اختفى الاسم بشكل عام وحلّ محله اسم «روسيا الصغرى» الذي فرضته روسيا.
كان «The Ukraine» الشكل المعتاد باللغة الإنجليزية، ولكن منذ إعلان استقلال أوكرانيا، أصبح الاسم «The Ukraine» أقل شيوعًا في العالم الناطق بالإنجليزية، وتحذر إرشادات التنسيق من استخدامه في المجال المهني للكتابة. وفقًا للسفير الأمريكي ويليام تايلور، فإن استخدام «The Ukraine» الآن يبطّن استخفافًا بسيادة البلاد. يرى الموقف الأوكراني أن استخدام «The Ukraine» غير صحيح نحويًا وسياسيًا على حد سواء.

## التاريخ
بعد تنازل القيصر عن العرش وبدء عملية تدمير الإمبراطورية الروسية، رغب العديد من سكان أوكرانيا في إنشاء جمهورية أوكرانية. خلال فترة الحرب الأهلية من عام 1917 إلى عام 1923، تشكّلت العديد من الفصائل التي ادعت أنها حكومات للجمهورية المولودة حديثًا، وكان لكل منها مؤيدون ومعارضون. من أبرزها: حكومة في كييف تسمى جمهورية أوكرانيا الشعبية وحكومة في خاركيف تسمى جمهورية أوكرانيا السوفيتية. اعترفت قوى المركز دوليًا بجمهورية أوكرانيا الشعبية ومقرها كييف ودعمتها في أعقاب معاهدة بريست ليتوفسك، بينما حصلت جمهورية أوكرانيا السوفيتية ومقرها خاركيف على دعم القوات الروسية السوفيتية فقط، في حين لم تحصل أي من جمهورية أوكرانيا الشعبية أو جمهورية أوكرانيا السوفيتية على دعم القوات الروسية البيضاء المتبقية.
كان الصراع بين الحكومتين المتنافستين، المعروف بالحرب الأوكرانية السوفيتية، جزءًا من الحرب الأهلية الروسية المستمرة والصراع من أجل تحقيق الاستقلال الوطني، الذي انتهى بضم جمهورية أوكرانيا الشعبية المؤيدة للاستقلال إلى جمهورية أوكرانيا الاشتراكية السوفيتية الجديدة، وضم غرب أوكرانيا إلى الجمهورية البولندية الثانية، وأصبحت أوكرانيا المستقرة حديثًا عضوًا مؤسسًا للاتحاد السوفيتي.
تأسست حكومة جمهورية أوكرانيا السوفيتية في 24-25 ديسمبر 1917. سُمّيت في منشوراتها إما جمهورية سوفيتات نواب العمال والجنود والفلاحين أو جمهورية سوفيتات أوكرانيا الشعبية. لم تعترف بهذه الجمهورية التي تأسست عام 1917 سوى دولة واحدة غير معترف بها هي جمهورية روسيا الاتحادية الاشتراكية السوفيتية. بالتوقيع على معاهدة بريست ليتوفسك، هُزمت الحكومة بحلول منتصف عام 1918 وانحلّت في نهاية المطاف. عُقدت الجلسة الأخيرة للحكومة في مدينة تاغانروغ.
في يوليو 1918، شكّل أعضاء الحكومة السابقون الحزب الشيوعي الأوكراني (البلاشفة)، وانعقد اجتماعه التأسيسي في موسكو. مع هزيمة قوى المركز في الحرب العالمية الأولى، استأنفت روسيا البلشفية أعمالها العدائية ضد جمهورية أوكرانيا الشعبية التي تناضل من أجل تحقيق استقلال أوكرانيا، ونظّمت حكومة سوفيتية أخرى في كورسك، روسيا. في 10 مارس 1919، وفقًا للكونغرس الثالث للسوفيتات في أوكرانيا (عُقد في 6-10 مارس 1919) جرى تغيير اسم الدولة إلى جمهورية أوكرانيا الاشتراكية السوفيتية.
بعد التصديق على الدستور السوفيتي لعام 1936، جرى تغيير أسماء جميع الجمهوريات السوفيتية، مع تبديل بين الكلمتين (الاشتراكية) و (السوفيتية). وفقًا لذلك، في 5 ديسمبر 1936، غيّر الكونغرس الاستثنائي الثامن للسوفيتات في الاتحاد السوفيتي اسم الجمهورية إلى جمهورية أوكرانيا الاشتراكية السوفيتية، الذي صادق عليه الكونغرس الاستثنائي الرابع عشر للسوفيتات في جمهورية أوكرانيا الاشتراكية السوفيتية في 31 يناير 1937.
أُشير إلى جمهورية أوكرانيا الاشتراكية السوفيتية خلال وجودها باسم «the Ukraine».
في 24 أغسطس 1991، أعلنت جمهورية أوكرانيا الاشتراكية السوفيتية الاستقلال وغُيِّر الاسم الرسمي للجمهورية إلى «the Ukraine» في 17 سبتمبر 1991. منذ اعتماد دستور أوكرانيا في يونيو 1996، أصبحت البلاد تعرف ببساطة باسم «Ukraine»، وهو الاسم المستخدم حتى يومنا هذا.

### التأسيس: 1917-1922
بعد الثورة الروسية عام 1917، سعت عدة فصائل إلى إنشاء دولة أوكرانيا المستقلة، إذ تعاونت وتنافست مع بعضها بالتناوب. شاركت العديد من الفصائل ذات التوجه الاشتراكي بشكل أو بآخر في تشكيل جمهورية أوكرانيا الشعبية، من ضمنهم البلاشفة والمناشفة والاشتراكيون الثوريون وغيرهم الكثير. كان الفصيل الأكثر شعبية في البداية هو الحزب الثوري الاشتراكي المحلي الذي شكّل الحكومة المحلية مع الفيدراليين والمناشفة. قاطع البلاشفة المبادرات الحكومية معظم الوقت، وحرّضوا على أعمال الشغب المسلحة من أجل تأسيس السلطة السوفيتية دون أي نية للتوافق.
مباشرة بعد ثورة أكتوبر في بيتروغراد، حرّض البلاشفة على انتفاضة كييف البلشفية لدعم الثورة وتأمين كييف. ولكن المجموعة البلشفية في كييف انقسمت بسبب ضعف دعم السكان المحليين والمجلس المركزي المناهض للثورة. انتقل معظمهم إلى خاركيف وتلقوا الدعم من المدن والمراكز الصناعية في شرق أوكرانيا. في وقت لاحق، اعتبر بعض مفوضي الشعب (يفجينيا بوش) هذه الخطوة خطأ جسيمًا. أصدروا بلاغًا نهائيًا للمجلس المركزي في 17 ديسمبر للاعتراف بالحكومة السوفيتية التي كان المجلس ينتقدها بشدة. عقد البلاشفة مؤتمرًا منفصلًا وأعلنوا جمهورية أوكرانيا السوفيتية الأولى في 24 ديسمبر 1917 مدعين أن المجلس المركزي وأنصاره خارجون عن القانون ويجب القضاء عليهم. نشبت الحرب ضد جمهورية أوكرانيا الشعبية من أجل تثبيت النظام السوفيتي في البلاد، وبدعم مباشر من روسيا السوفيتية، سُحقت القوات الوطنية الأوكرانية فعليًا. ناشدت حكومة أوكرانيا الرأسماليين الأجانب، حيث وجدت الدعم لمواجهة قوى المركز عندما رفض الآخرون الاعتراف بها. بعد معاهدة بريست ليتوفسك، سلّمت جمهورية روسيا الاتحادية الاشتراكية السوفيتية جميع الأراضي الأوكرانية التي استولت عليها، عندما أُجبر البلاشفة على مغادرة أوكرانيا. انحلّت حكومة أوكرانيا السوفيتية بعد جلستها الأخيرة في 20 نوفمبر 1918.
بعد استعادة خاركيف في فبراير 1919، تشكلت حكومة سوفيتية أوكرانية ثانية، تكونت في الغالب من الروس، واليهود، وغير الأوكرانيين. فرضت الحكومة سياسات روسية لم تلتزم بالاحتياجات المحلية. أرسِل 3000 عامل من روسيا لأخذ الحبوب من المزارع المحلية بالقوة إذا لزم الأمر لإطعام المدن الروسية، وقوبلوا بالمقاومة. خضعت اللغة الأوكرانية أيضًا للرقابة من الاستخدام الإداري والتعليمي. في نهاية المطاف قاتلت القوات البيضاء في الشرق وقوات الجمهورية في الغرب، وأمر لينين بتصفية الحكومة السوفيتية الأوكرانية الثانية في أغسطس 1919.
في النهاية، وبعد تأسيس الحزب الشيوعي الأوكراني (البلاشفة) في موسكو، شُكلت حكومة سوفيتية أوكرانية ثالثة في 21 ديسمبر 1919، والتي بدأت أعمالًا عدائيةً جديدةً ضد القوميين الأوكرانيين بعد أن فقدوا دعمهم العسكري من القوى المركزية المهزومة. في النهاية، سيطر الجيش الأحمر على جزء كبير من الأراضي الأوكرانية بعد معاهدة ريغا البولندية السوفيتية. في 30 ديسمبر 1922 جنبًا إلى جنب مع الجمهوريات الروسية، والبيلاروسية، وما وراء القوقازية كانت الجمهورية الاشتراكية السوفيتية الأوكرانية واحدة من الأعضاء المؤسسين لاتحاد الجمهوريات الاشتراكية السوفيتية.